# Едді Брекен
Едвард Вінсент Брекен (англ. Edward Vincent Bracken; 7 лютого 1915 — 14 листопада 2002) — американський актор, легенда голлівудської кінокомедії. У 1944 році зіграв головні ролі у фільмах «Вітаю героя-завойовника» та «Диво Моргана», які було включено до Національного реєстру фільмів. Також відомий за виступами на Бродвеї.
Серед піздніх робіт відомий за ролями у фільмах «Канікули» (1983), «Оскар» (1991), «Сам удома 2: Загублений у Нью-Йорку» (1992) та «Новачок року» (1993).
За внесок у радіо і телеіндустрію отримав дві зірки на Голлівудській алеї слави.

## Біографія
Народився в Асторії, боро Квінз, міста Нью-Йорк. Вже у віці дев'яти років розпочав грати у водевілях. Перший великий успіх отримав у 1934 році, зігравши у бродвейській п'єсі «З гордістю вітаємо».
Під час Другої світової війни вів багато радіопередач, а також власну передачу «Шоу Едді Брекена».
У 1953 році Брекен залишив Голлівуд і зусередився на Бродвеї. Його останньою появою на Бродвеї стала робота в мюзиклі Dreamtime режисера Девіда Найлза у віці 77 років. Крім того, Брекен тривалий час працював на Papermill Playhouse в Нью-Джерсі, де зіграв у десятках постанов з 1980-х по 2000-ні роки.
Примітно, що на знімальному майданчику Брекену довелось працювати з двома акторами, які згодом стали президентами США: це Рональд Рейган та Дональд Трамп. З Рейганом Брекен знявся у фільмі «Дівчина з Джонс-Біч» у 1949 році, за 31 рік до того як того було обрано президентом. З Трампом Брекен зіграв другорядні ролі у фільмі «Сам удома 2: Загублений у Нью-Йорку» у 1992 році, за 24 роки до того як Трамп став президентом.
14 листопада 2002 року Едді Брекен помер від ускладнень після операції, у 87-річному віці. Його дружина Конні Нікерсон, з якою Брекен прожив у шлюбі 63 роки, померла у серпні 2002 року, за три місяці до смерті чоловіка. У Едді та Конні залишилось п'ятеро дітей: два сина і три доньки.

## Фільмографія
1. 1940: Забагато дівчат / Too Many Girls — Джоджо
2. 1941: Життя з Генрі / Life with Henry — «Діззі» Стівенс
3. 1950: Літні гастролі / Summer Stock — Орвілл Вінгейт
4. 1951: Два квитки на Бродвей / Two Tickets to Broadway — Лью Конвей
5. 1952: Ми не одружені! / We're Not Married! — Віллі Фішер
6. 1983: Канікули / National Lampoon's Vacation — Рой Воллі
7. 1984: Казки з темного боку / Tales from the Darkside — дідусь
8. 1985: Вона написала вбивство / Murder, She Wrote — Барні Огден
9. 1990: Золоті дівчата / The Golden Girls — Базз
10. 1991: Оскар / Oscar — Чарлі
11. 1992: Сам удома 2: Загублений у Нью-Йорку / Home Alone 2: Lost in New York — Дункан
12. 1993: Новачок року / Rookie of the Year — Боб Карсон
13. 1994: Немовля на прогулянці / Baby's Day Out — ветеран в будинку для літніх
14. 1997: Відважний маленький тостер йде до школи / The Brave Little Toaster to the Rescue — мавпа Себастьян (озвучка)